# تشارلي ديكسون (لاعب كرة قدم)
تشارلي ديكسون (بالإنجليزية: Charlie Dicksonk)‏ (7 يوليو 1934 في المملكة المتحدة - 18 أكتوبر 2013) هو لاعب كرة قدم بريطاني في مركز الهجوم. لعب مع دونفرملين أثلتيك وكوين أوف ساوث.